# لوسي ريد
لوسي ريد (بالإنجليزية: Lucy Reed)‏ هي عازفة الجاز ومغنية أمريكية، ولدت في 14 يناير 1921، وتوفيت في 1 يوليو 1998.

## وصلات خارجية
- لوسي ريد على موقع ميوزك برينز (الإنجليزية)
- لوسي ريد على موقع أول ميوزيك (الإنجليزية)
- لوسي ريد على موقع ديسكوغز (الإنجليزية)